# Намисто (новела)
«Нами́сто» (фр. La Parure) — новела французького письменника Гі де Мопассана, видана у 1884 році. Сюжет твору розповідає історію марнославної жінки, яка через потяг до розкошів опинилась у злиднях.

## Історія

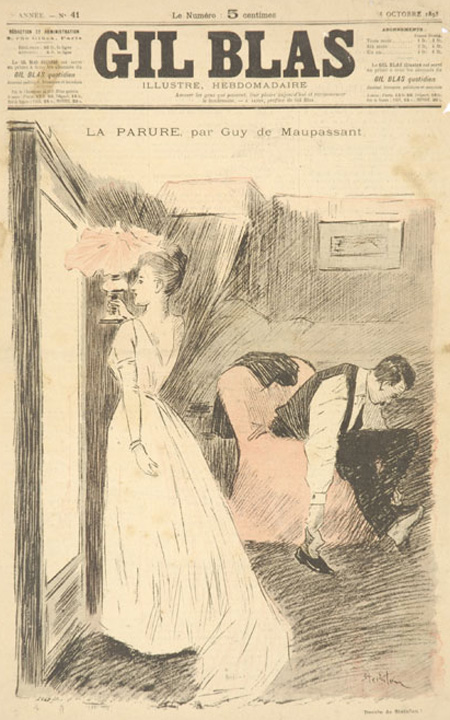
Ілюстрація до «Намиста» на сторінці газети «Gil Blas» від 8 жовтня 1893 року.

Гі де Мопассан вперше опублікував цю новелу в газеті «Le Gaulois» 17 лютого 1884 року. Наступного року вона побачила світ у книжному форматі в збірці «Казки дня і ночі». Ще одна відома паризька газета «Gil Blas» надрукувала «Намисто» 8 жовтня 1893 року. Українською цю новелу переклав Борис Козловський. В українському перекладі твір побачив світ у видавництві «Дніпро» двічі: у восьмитомному зібранні творів Гі де Мопассана (1969—1972) і двотомному виданні вибраних творів письменника (1990).
Драматичний сюжет новели неодноразово ставав основою для численних екранізацій. Серед кінофільмів, знятих за її мотивами такі:
- 1909 — «Намисто» (The Necklace), американский фільм Девида Ворка Гриффіта;
- 1915 — «Перлинове намисто» (Le Collier de perles), французький німий фільм Луї Феюлляда[4];
- 1915 — «Перлинове намисто» (The Necklace of Pearls), американський німий фільм П. Танхаузера[5];
- 1921 — «Перлинове намисто» (The Diamond Necklace), британський німий фільм Денісона Кліфта[6];
- 1925 — «Перлинове намисто» (Yichuan Zhenshu), китайський німий фільм Лі Зейвана[7];
- 1949 — «Перлинове намисто» (The Diamond Necklace), американський фільм;
- 1952 — «Намисто» (La Parure), французький фільм;
- 1967 — «Намисто» (Smycket), шведський фільм.

Також відомі телеадаптації:
1957 — «Намисто» (La Parure), короткометражний телефільм;
1961 — «Намисто» (La Parure), епізод в телевізійному серіали «Новели Мопассана»;
2006 — «Намисто» (La Parure), епізод в телевізійному серіали «Новели Мопассана»;
2017 — «Lbes kadek», марокканський фільм режисера Мохаммеда Аміне Моуна.

## Сюжет
Матільда Луазель народилася простою жінкою без посагу, надії на спадок чи багатого чоловіка, але вона відчувала, що створена для чогось більшого. Рік у рік вона проводить у мріях про бали, гарне вбрання і розкішне житло… Це журливе марево раптом перериває запрошення чоловіка на бал, який дають у міністерстві. Заради цього він навіть згоден купити дорогу сукню. Здавалося б, мрії Матільди сповнились, але в переддень свята вона все ще незадоволена — в неї немає жодної прикраси, а без цього марно змагатися красою з великосвітськими панянками. Та щасливий випадок приходить Матільді на допомогу: її багата подруга Жанна Форестьє залюбки зичить діамантове намисто.
На балу Матільда справляє фурор, це найщасливіша мить її життя. Стомлена, вона повертається додому разом із чоловіком аж під ранок. Наостанок жінка ще раз роздивляється себе в дзеркало і бачить, що… намиста нема! Марні пошуки подружжя тривають цілий день, марним було і звернення до поліції — коштовності наче й не існувало. Подружжя купує в ювеліра копію за 40 000 франків і повертає її Жанні Форестьє, яка не помітила заміни.
Втім, від цього часу Луазелі поринають у борги. Чоловік змушений працювати на кількох роботах одночасно і навіть вдома. Матільді ж доводиться звільнити служницю і взяти всю хатню роботу на себе. Від важкої роботи і десяти років злиднів Матільда змарніла. Та одного разу, зустрівши гарненьку Жанну в парку, наважилась розповісти їй про халепу. З переможним виглядом сказала Матільда подрузі, що та й не помітила відмінностей між справжнім намистом і копією за 40 000 франків. Жанна відповіла: «Та ж мої діаманти були фальшиві! Вони коштували щонайбільше 500 франків».

## Аналіз твору
Ця новела входить до найліпшого творчого спадку Гі де Мопассана. Твір вирізняється філософською глибиною. Автор показує як створюються умови для майбутньої драми. Спочатку він малює картину класової нерівності, яка у XIX сторіччі особливо поглибилась у Франції. Тепер пристойній людині середнього достатку вже не доступні світські розваги, для цього треба мати вбрання, прикраси, певний стиль життя. Надалі цей ґрунт сприяє розвиткові особистих якостей Матільди Луазель: мрійливості, втечі від реальності, бажання жити не за власним рівнем доходів, марнославства і марнотратства. За облудну мить тріумфу жінці доводиться пожертвувати тим скромним достатком, що в неї був. Показово, що прямою причиною трагедії не є кримінальний злочин або чиясь зла воля — намисто просто загубилось. Цим письменник показує роль фатуму в житті людини, а за цією безособовою силою вгадується свого роду Божа кара. Біда сталася з Матильдою не випадково, це розплата за неналежний потяг до розкошів.
Схожу фабулу і мораль мають інші новели Гі де Мопассана. Наприклад, в новелі «Орден» негідному чоловіку без жодних звитяг за незаслужену, але таку бажану нагороду довелось розплатитись власною гідністю і дружиною.